# Pargny-sur-Saulx
Pargny-sur-Saulx is een gemeente in het Franse departement Marne (regio Grand Est). De plaats maakt deel uit van het arrondissement Vitry-le-François. Pargny-sur-Saulx telde op 1 januari 2022 1.700 inwoners.

## Geografie
De oppervlakte van Pargny-sur-Saulx bedroeg op 1 januari 2022 12,44 vierkante kilometer; de bevolkingsdichtheid was toen 136,7 inwoners per km².

## Demografie
Onderstaande figuur toont het verloop van het inwonertal (bron: INSEE-tellingen).